# WerteUnion
WerteUnion (úředně Werteunion e. V., česky Unie hodnot) je německý politický spolek, sdružující konzervativně orientované členy a příznivce CDU a CSU. V lednu 2024 byl spolek přetvořen na politickou stranu.
WerteUnion byla založena roku 2017 pod názvem Freiheitlich-konservativer Aufbruch (Svobodomyslně konzervativní průlom); nynější název přijala v odmítavé reakci na tvrzenou oportunistickou a bezhodnotovou politiku Angely Merkelové. WerteUnion je mj. kritická k migrační otevřenosti, ekonomickým restrikcím ve jménu bránění klimatickým změnám či gender mainstreamingu.
WerteUnion má 16 zemských svazů. Sídlo spolku se nachází v obci Plankstadt. Má přes 3000 přispívajících členů. K významným členům patří Hans-Georg Maaßen či Werner Josef Patzelt.